# Фторид урана-дикалия
Фторид урана-дикалия — неорганическое соединение,
двойной фторид калия и урана с формулой K2UF6,
кристаллы.

## Получение
- Сплавление фторида урана и фторида калия:

{\displaystyle {\mathsf {2KF+UF_{4}\ {\xrightarrow {T}}\ K_{2}UF_{6}}}}

## Физические свойства
Фторид урана-дикалия образует кристаллы трёх модификаций:
- α-K2UF6
- β1-K2UF6, гексагональная сингония, пространственная группа P 62m, параметры ячейки a = 0,65528 нм, c = 0,3749 нм, Z = 1 [1];
- β2-K2UF6, тригональная сингония, пространственная группа P 32, параметры ячейки a = 0,653 нм, c = 0,404 нм, Z = 1.